# Leśniczówka na Lniarce
Leśniczówka na Lniarce – osada wsi Kiczory w Polsce położona w województwie małopolskim, w powiecie nowotarskim, w gminie Lipnica Wielka.
W latach 1975–1998 miejscowość administracyjnie należała do województwa nowosądeckiego.